# Escalfament global
|  | No s'ha de confondre amb Canvi climàtic. |

Canvis de temperatura de l'aire a la superfície en l'últim mig segle. L'Àrtida és la regió que més s'ha escalfat. En general, les temperatures han pujat més a terra que a la superfície del mar.

L'escalfament global o canvi climàtic antropogènic és el procés d'augment gradual de la temperatura de la Terra com a resultat de l'activitat humana. Malgrat que hi ha hagut altres períodes de canvi climàtic en la història de la Terra, no n'hi ha cap que hagi estat tan ràpid com l'episodi actual. La causa principal d'aquest fenomen són les emissions de gasos d'efecte hivernacle, majoritàriament diòxid de carboni (CO₂), metà (CH₄) i òxid nitrós (N₂O).
Probablement fenòmens naturals com la variació solar i els volcans van provocar una mica d'escalfament global des de l'època preindustrial fins al 1950 i un lleuger refredament des del 1950 cap endavant. Aquestes conclusions bàsiques han estat aprovades per, com a mínim, 30 societats i acadèmies científiques, incloent-hi totes les acadèmies nacionals de ciència dels països més industrialitzats. Mentre que alguns científics individuals han mostrat desacord amb aquesta hipòtesi, la gran majoria de científics que treballen en el canvi climàtic estan d'acord amb les conclusions principals de l'IPCC.
Projeccions de models climàtics indiquen que les temperatures de la superfície s'incrementaran d'1,1 a 6,6 °C durant el segle xxi. L'incert en aquesta estimació és l'augment o no d'emissions de gas amb efecte d'hivernacle i l'ús de models amb una sensibilitat climàtica diferent. Una altra cosa incerta és com l'escalfament i altres canvis relacionats variaran en cada regió. La majoria dels estudis se centren en el períodes després del 2100, i es creu que l'escalfament continuarà uns mil anys si el nivells de gas amb efecte d'hivernacle s'estabilitzen. Això és degut a la gran capacitat de calor dels oceans.
L'augment de la temperatura global provocarà l'elevació del nivell dels mars i oceans i canviarà el nombre de precipitacions, incloent-hi una expansió de les regions subtropicals desèrtiques. Altres efectes inclouen l'augment en la intensitat del clima extrem, canvis en les collites, modificacions de les rutes comercials, el retrocés de glaceres i extinció d'espècies. Segons Nicolas Stern, execonomista del Banc Mundial, el cost del canvi climàtic podria suposar entre el 5% i el 20% del PIB mundial el 2050.
La majoria dels governs han signat i ratificat el Protocol de Kyoto per reduir les emissions de gas amb efecte d'hivernacle.

## Dades científiques

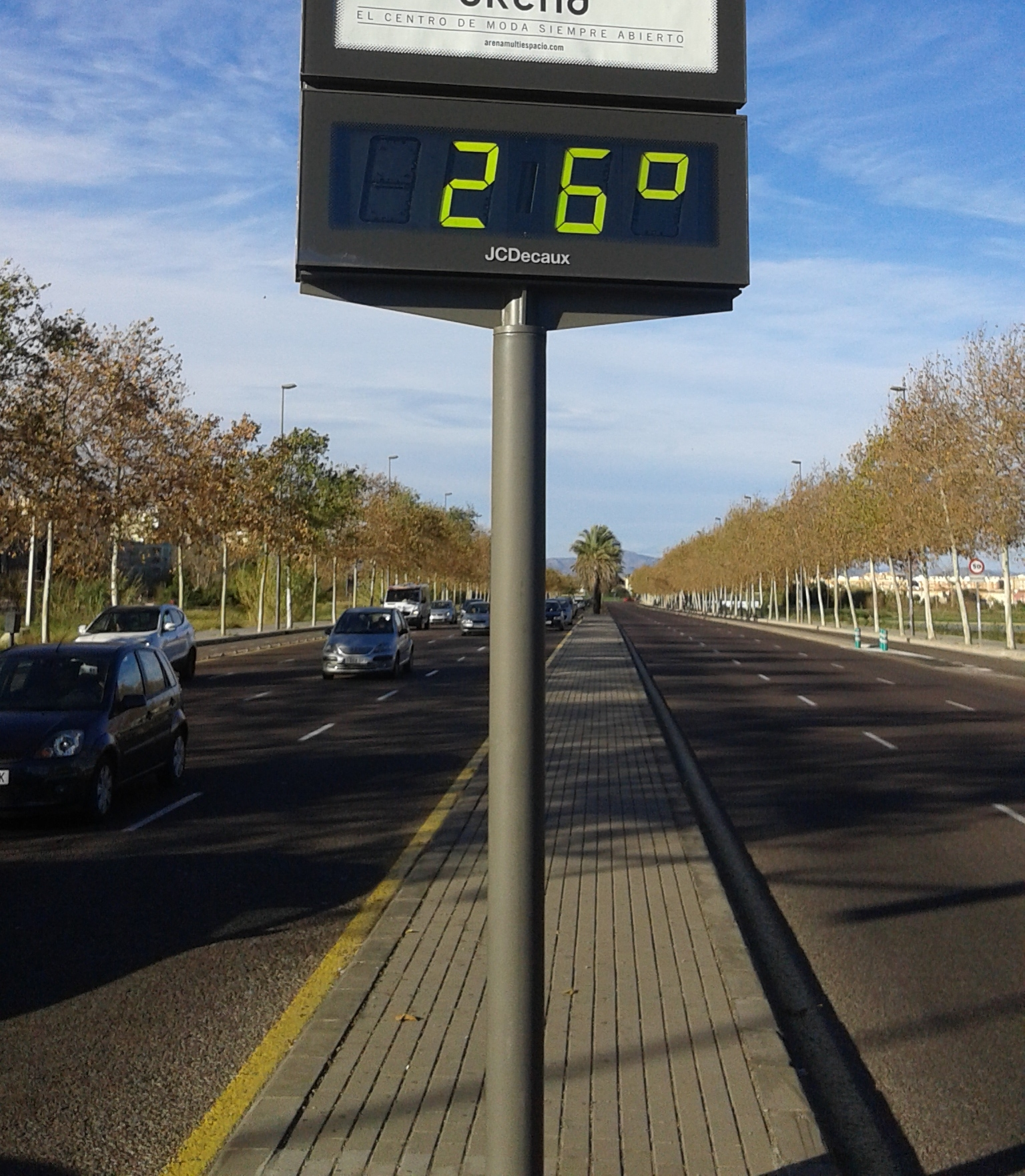
Inusual temperatura al mes de gener a València

El consens científic (encara que hi ha veus que s'oposen a aquesta hipòtesi) sobre l'escalfament global és que la terra s'està escalfant, i que les emissions dels gasos de l'efecte d'hivernacle produïdes per la humanitat són molt significatives. No obstant això, no se sap amb precisió la relació entre aquests dos fenòmens.
Els científics de l'atmosfera saben que en afegir diòxid de carboni (CO₂) o metà (CH₄) a l'atmosfera, ceteris paribus, sense cap altre canvi, la temperatura del planeta s'incrementaria. De fet, els gasos d'efecte d'hivernacle que han estat a l'atmosfera des de fa milions d'anys, creen un efecte d'hivernacle natural sense les quals la temperatura de la Terra seria 30 °C més baixa, inhabitable. Per tant, no hi ha cap debat sobre el fet que en afegir CO₂ i CH₄ s'incrementin les temperatures mitjanes ceteris paribus, sinó en l'efecte net que tindria l'augment d'aquests gasos o la interacció dels gasos amb altres, i si els canvis en la biosfera, en el vapor d'aigua o els núvols cancel·larien l'efecte d'escalfament. Els resultats climatològics també són una qüestió controvertible; no se sap amb precisió si l'augment de la temperatura produiria més o menys precipitació (l'augment de vapor d'aigua a l'atmosfera n'augmentaria la humitat però disminuiria la precipitació). En qualsevol cas, un escalfament global del planeta a curt termini, encara que sigui d'uns pocs graus, podria tenir efectes molt importants: desgel dels casquets polars i inundació de zones costaneres, desertització, canvis climàtics, etc.
De 1860 a 1900 la temperatura global (mar i terra) s'ha incrementat 0,75 °C. Les temperatures de l'atmosfera baixa s'han incrementat entre 0,12 i 0,22 °C cada dècada des de 1979. Es creu que durant 1000 o 2000 anys abans de 1850 les temperatures van ser estables amb fluctuacions locals o regionals, com ara el Període d'Escalfament Medieval o la Petita Edat de Gel. La llargària de temps sobre el qual es concentra la recerca climàtica varia depenent de l'enfocament del termini (curt o llarg) i de les dades disponibles per a la investigació. Les dades sobre la temperatura globals van començar el 1860. Altres estudis recomanen estendre el model 1000 anys abans. Els mesuraments satel·litaris disponibles de la troposfera comencen el 1979.
Al llarg del segle passat, la temperatura global (terra i mar) s'ha incrementat 0,6 ± 0,2 °C. Els efectes d'aquest escalfament global són mesurables. També, el diòxid de carboni atmosfèric s'ha incrementat de 280 parts per milió (ppm) en volum el 1880 al voltant de 315 ppm el 1958 i 367 ppm el 2000, un increment del 31% en 200 anys. Segons el Grup Intergovernamental sobre el Canvi Climàtic, onze dels dotze últims anys (referint-se al període 1995-2006) es troben entre els dotze anys més calorosos des de 1850, data des de la qual es mesura la temperatura del planeta a escala global. Altres emissions de gasos d'efecte d'hivernacle també s'han incrementat. Les emissions que s'esperen en el futur de diòxid de carbó continuaran incrementant-se a causa de l'ús de combustibles fòssils, encara que la trajectòria dependrà dels desenvolupaments econòmics, sociològics, tecnològics i naturals.
Basant-se en les dades obertes uns científics publicaren gràfics de l'evolució de la temperatura anual de diverses regions del planeta. Aquestes dades mostren a simple vista una progressió d'escalfament a llarg termini.
See or edit raw graph data.

## Causes de l'escalfament

### Causes antropogèniques
Per a molts científics l'increment de diòxid de carboni i d'altres gasos d'efecte d'hivernacle, i l'increment de la temperatura global estan relacionats. Aquesta teoria (entès en el sentit científic de la paraula) ha estat resumida en les investigacions de la Comissió Intergovernamental sobre el Canvi Climàtic (IPCC). En el seu Tercer Report de Valoració, la IPCC va concloure que "la major part de l'escalfament observat durant els últims 50 anys és atribuïble a les activitats humanes".
La IPCC ha donat diversos escenaris possibles de les emissions de diòxid de carboni, entre 540 i 970 ppm per al 2100. Els models climàtics, afectats pels estimats de l'increment de diòxid de carbó així com, en menor mesura, pel decrement dels aerosols de sulfat, prediuen un increment de les temperatures, entre 1,4 i 5,8 °C entre 1990 i 2100. La major part de la incertesa dels models és causada pel desconeixement de les emissions futures de diòxid de carboni, i també de la incertesa sobre la precisió dels models climàtics. Les recerques del clima prediuen que si els nivells dels gasos d'efecte d'hivernacle i l'activitat solar romanen constants, així i tot hi hauria un increment del 0,5 °C (i alguns models prediuen un increment d'1 °C), durant els pròxims 100 anys.
Les plantes d'energia de carbó, les emissions dels automòbils i de les fàbriques i altres activitats humanes produeixen 22 mil milions de tones de diòxid de carboni i altres gasos d'efecte d'hivernacle cada any. L'agricultura, l'abonament o fem, el gas natural, els arrossars, els composts i altres fonts contribueixen amb 250 milions de tones de metà cada any. La meitat de les emissions humanes encara són a l'atmosfera. Les concentracions atmosfèriques de CO₂ i CH₄ s'han incrementat 31% i 149% respectivament des dels nivells preindustrials de 1750. Aquest increment és considerablement major que durant cap altre període dels últims 650.000 anys, segons les dades disponibles de l'extracció de les capes de gel. De l'evidència geològica indirecta, es creu que els valors de diòxid de carboni actuals van existir fa 40 milions d'anys. Tres quartes parts de les emissions antropogèniques de diòxid de carboni a l'atmosfera durant els darrers 20 anys són causades per la crema de combustible fòssil. La resta prové del canvi de l'ús de la terra, principalment a causa de la desforestació. Cal esmentar que les emissions antropogèniques d'altres contaminants, principalment de l'aerosol de sulfat, poden tenir un efecte contrari de refredament.
Encara que la presentació de la teoria de les causes antropogèniques ha tingut molta acceptació i dels incentius econòmics (especialment de Rússia) foren prou per a persuadir els governs de 150 nacions a ratificar el Protocol de Kyoto, encara hi ha problemes sobre la quantitat de gasos que causen l'escalfament del planeta. La incertesa roman i ha estat emfatitzada pels polítics, i encara n'hi ha d'altres que qüestionen els costos necessaris per reduir l'escalfament global. No obstant això, la tendència de la posició dels negocis ha estat l'acceptació de la causa antropogènica de l'escalfament global, i que és necessari prendre accions i controls econòmics per mitjà de l'intercanvi de permisos d'emissió de carbó o l'aprovació d'impostos de carbó. Per això, diversos països han acceptat signar el Protocol de Kioto. No obstant això, la signatura d'aquest acord ha estat molt lenta i controvertible atès que alguns polítics dels països en vies de desenvolupament el consideren una restricció severa a llur desenvolupament econòmic i industrial. Ells consideren que no arribaran al nivell de desenvolupament d'Europa i els Estats Units amb les restriccions proposades i que aquestes regions desenvolupades van aconseguir llur grau de desenvolupament per mitjà d'un llarg procés de creixement industrial des del segle xix acompanyat de gran pol·lució, un procés que consideren inevitable. L'acord, per tant, va incloure clàusules especials per diferenciar el grau de desenvolupament dels països, sense posar cap restricció immediata sobre els països pobres sense importar la grandària de llur economia (la Xina i l'Índia per exemple, són dos dels principals països contaminants del planeta, però per la seva classificació com a països pobres, ha quedat exclosos de les restriccions que s'han imposat sobre Europa i Japó; aquesta és una de les raons per les quals els Estats Units no han ratificat l'acord).

### Interpretacions pseudocientífiques
El consens en la comunitat científica sobre l'origen principalment antropogènic de l'actual procés d'escalfament global és pràcticament total. El Grup Intergovernamental sobre el Canvi Climàtic (GICC o en anglès IPCC), elabora a través d'un procediment rigorós d'anàlisi de la producció científica global en la matèria uns informes periòdics que constitueixen el principal punt de consens científic sobre canvi climàtic. Les principals diferències entre estudis científics no es refereixen, doncs, a l'origen del canvi climàtic actual, sinó a altres factors, com ara la velocitat a la qual es produeix, el llindar de temperatura que seria segur assolir, la influència d'uns o altres factors d'origen antropogènic o les mesures més adequades per a no sobrepassar aquest llindar.
Entre les causes amb un suport extremadament minoritari en la comunitat científica hi ha les variacions directes de la radiació solar serien la principal causa de l'escalfament global, la sortida del període de refredament de la petita edat de gel. Altres interpretacions pseudocientífiques del fenomen de l'escalfament global són que aquest es troba dins de la variació natural històrica o que no se sap quina és la responsabilitat dels humans en el procés natural d'escalfament global.

## Mesures per controlar l'escalfament global
La resposta al desafiament de controlar l'escalfament global necessita canvis fonamentals en la producció d'energia, el transport, la indústria, les polítiques governamentals i els plans de desenvolupament a tot el planeta. Tot i que aquests canvis requereixen temps, el repte actual és controlar les conseqüències inevitables amb mesures que permetin evitar conseqüències més greus en el futur. La reducció de les emissions de gasos d'efecte d'hivernacle (també anomenada atenuació dels gasos d'efecte d'hivernacle) és una mesura necessària per controlar l'escalfament global. Hi ha dues estratègies principals per alentir l'acumulació de gasos d'efecte d'hivernacle. Una és reduir l'ús de combustibles fòssils, reduint així les emissions de gasos d'efecte d'hivernacle. L'altra és mantenir el diòxid de carboni fora de l'atmosfera terrestre emmagatzemant el gas o el seu component de carboni en un altre lloc, el que es coneix com a segrest o captura del carboni.

## Conseqüències

Interacció dels punts d'inflexió del sistema climàtic del Planeta